# Daniel Duval
Pour les articles homonymes, voir Duval.
 (novembre 2024).
Daniel Duval, né le 28 novembre 1944 à Vitry-sur-Seine (Seine) et mort le 9 octobre 2013 dans le 10e arrondissement de Paris, est un acteur, réalisateur et scénariste français.

## Biographie
Daniel Duval a été élevé en famille d'accueil dans l'Allier, scolarisé (CM1 et CM2) à Paray-le-Frésil. Il est resté toute sa vie, viscéralement attaché à ses racines provinciales ; il faisait très souvent des séjours à Paray, y voyait ses amis d'enfance et se ressourçait ainsi.
Il exerce le métier de raboteur de parquets lorsqu'il se blesse gravement à la main. Lors de son séjour à l'hôpital, il rencontre le Père Dagonnet, un des réalisateurs du Jour du Seigneur, également hospitalisé, qui lui propose son aide. À la sortie de l'hôpital, grâce au Père Dagonnet, il est embauché comme grouillot, porteur de caméras et aide-monteur dans un studio de cinéma. Au bout de 17 mois, il va voir le Père Dagonnet et lui fait part de son souhait de réaliser un film. On lui donne alors une caméra et de la pellicule, et il tourne La noce à Clovis, filmant le mariage d'un de ses amis. Son court-métrage obtient un premier prix au festival d'Oberhausen. Il est alors engagé par René Puissesseau pour son magazine télé Point-Contre-point" sur Antenne 2. Il y réalise le portrait d'un braconnier qu'il connaît depuis son enfance.
Daniel Duval débute sur grand écran en 1974 dans Le Voyage d'Amélie qu’il écrit et dont il assure lui-même la mise en scène, (avec pour acteurs des habitants hauts en couleur, de Paray-le-Frésil). Lorsque, la même année, il devient pensionnaire de l'Académie de France à Rome, il y est le premier cinéaste. En 1975, il écrit et réalise L'Ombre des châteaux avec Philippe Léotard, et obtient le 2e prix au festival de Moscou.
On peut être certain que Le Voyage d'Amélie - dans lequel jouent les villageois de Paray-le-Frésil -, L'Ombre des châteaux et Le Temps des porte-plumes sont intimement inspirés de ses villages adoptifs.
Par ailleurs, il tourne sous la direction de Bertrand Tavernier, dans Que la fête commence, avant d'apparaître dans L'Agression (1975) de Gérard Pirès et la comédie dramatique Va voir maman, papa travaille (1977). Il revient à la réalisation en 1979, avec La Dérobade, qui connaît un succès international ; il y campe un proxénète face à Miou-Miou et Maria Schneider. Remarqué dans Le Bar du téléphone (1980), le comédien donne la réplique à Richard Bohringer dans Le Juge (1984) et parfait son image de dur dans Un été d'enfer (1984) ou encore Les Loups entre eux (1985) de José Giovanni. En 1984, il est acteur, réalisateur et scénariste dans le téléfilm Un chien écrasé tourné dans le cadre de la série télévisée Série noire.
Après une longue période d'absence à l'écran, Daniel Duval effectue son retour au cinéma d'auteur dans la deuxième moitié des années 1990. Il est, pour Sandrine Veysset, le mari imprévisible et le père inconséquent de Y aura-t-il de la neige à Noël ? (1996), un gangster pour Xavier Durringer dans J'irai au paradis car l'enfer est ici (1997), un séducteur ténébreux et dangereux face à Nathalie Baye dans Si je t'aime, prends garde à toi (1998) de Jeanne Labrune et l'activiste gauchiste, repenti et suicidaire du Vent de la nuit (1999) de Philippe Garrel.
Entre deux passages chez Michael Haneke (Le Temps du loup et Caché), il revient à son genre de prédilection, le polar, pour les besoins de Total Khéops (2002), Gomez et Tavarès (2003) et 36 quai des orfèvres (2004), avant de jouer la carte de l'émotion aux côtés de Melvil Poupaud dans Le Temps qui reste (2005) de François Ozon. Ne délaissant pas pour autant la réalisation, il propulse Jean-Paul Rouve et Anne Brochet dans l'été 1954, époque à laquelle se situe Le Temps des porte-plumes. Retrouvailles toujours, avec Daniel Auteuil dans Le Deuxième Souffle d'Alain Corneau, puis on le retrouve au générique de grosses productions comme R.T.T., aux côtés de Kad Merad, De vrais mensonges de Pierre Salvadori avec Audrey Tautou, puis dans Les Lyonnais aux côtés de Gérard Lanvin sous la direction d'Olivier Marchal, mais aussi, de films d’auteur dont Beau rivage (2012) de Julien Donada où il interprète un commandant de police insatisfait et aux prises avec un mal-être chronique, avant d’être bouleversé par une femme. Après À San Remo (2003, avec Claude Jade), c'était son deuxième film avec le jeune réalisateur Julien Donada.
Il devait jouer le rôle de Frank Koskas dans la saison 2 de No Limit et avait commencé à tourner les deux premiers épisodes, mais la déclaration de la maladie l'a arrêté. L'acteur Tchéky Karyo a accepté de le remplacer au pied levé.[réf. souhaitée]
Daniel Duval meurt à l'âge de 68 ans des suites d'un cancer du pancréas, le 9 octobre 2013 dans le 10e arrondissement de Paris. Ses obsèques se tiennent le 15 octobre au crématorium du cimetière du Père-Lachaise, où il est incinéré.

### Vie personnelle
Il a un fils, Cyril, né en 1968, et deux filles, Amélie, née en 1984, et Julie née en 1990. Il a été marié avec Anna Karina de 1978 à 1981. En 1982, il rencontre Christine avec laquelle il s'installe dans un manoir près de Tours avec ses deux enfants.

## Filmographie

### Comme acteur

#### Au cinéma
- 1973 : La Ville bidon (La décharge) de Jacques Baratier
- 1974 : Que la fête commence de Bertrand Tavernier
- 1974 : Le Voyage d'Amélie de Daniel Duval
- 1975 : L'Agression de Gérard Pirès
- 1977 : Ben et Bénédict de Paula Delsol
- 1978 : Va voir maman, papa travaille de François Leterrier
- 1978 : Le Dernier Amant romantique de Just Jaeckin
- 1979 : La Dérobade de Daniel Duval
- 1979 : Historien om en moder de Claus Weeke
- 1980 : Le Bar du téléphone de Claude Barrois
- 1981 : L'Amour trop fort de Daniel Duval
- 1984 : Le Juge de Philippe Lefebvre
- 1984 : Un été d'enfer de Michael Schock
- 1985 : Les Loups entre eux de José Giovanni
- 1990 : Stan the Flasher de Serge Gainsbourg
- 1994 : Néfertiti, la fille du soleil de Guy Gilles
- 1996 : Y aura-t-il de la neige à Noël ? de Sandrine Veysset
- 1996 : Love, etc. de Marion Vernoux
- 1997 : J'irai au paradis car l'enfer est ici de Xavier Durringer
- 1997 : Je ne vois pas ce qu'on me trouve de Christian Vincent
- 1998 : Ça ne se refuse pas de Éric Woreth
- 1998 : Si je t'aime, prends garde à toi de Jeanne Labrune
- 1999 : Le Vent de la nuit de Philippe Garrel
- 2000 : Le Margouillat de Jean-Michel Gibard
- 2002 : Total Khéops de Alain Bévérini
- 2003 : Gomez et Tavarès de Gilles Paquet-Brenner
- 2003 : Le Temps du loup de Michael Haneke
- 2004 : Process de C.S. Leigh
- 2004 : Vendues de Jean-Claude Jean
- 2004 : 36 quai des Orfèvres d'Olivier Marchal
- 2005 : Caché, de Michael Haneke
- 2005 : Le Temps qui reste de François Ozon
- 2006 : Le Temps des porte-plumes de Daniel Duval
- 2006 : C'est beau une ville la nuit de Richard Bohringer
- 2006 : Jean de La Fontaine, le défi de Daniel Vigne
- 2007 : 3 amis de Michel Boujenah
- 2007 : Le Fils de l'épicier de Éric Guirado
- 2007 : Le Deuxième Souffle de Alain Corneau
- 2009 : Plus tard tu comprendras de Amos Gitai
- 2009 : Banlieue 13 ultimatum de Patrick Alessandrin
- 2009 : R.T.T. de Frédéric Berthe
- 2009 : How to draw a perfect circle de Marco Martins
- 2010 : De vrais mensonges de Pierre Salvadori
- 2011 : Les Lyonnais de Olivier Marchal
- 2011 : Des vents contraires de Jalil Lespert
- 2012 : Beau rivage de Julien Donada
- 2014 : La Vie pure de Jeremy Banster
- 2014 : Géographie du cœur malchanceux (Geography of the Heart), de David Allain et Alexandra Billington : Arthur (segment Paris)
- 2014 : Kickback de Franck Phelizon

#### Courts métrages
- 1987 : Strike de Michel de Vidas
- 1996 : Marteau rouge de Lucie Phan et Béatrice Plumet
- 2000 : Falcone de Jean-Dominique Ferrucci
- 2002 : Témoins de la nuit de Sylvain Foucher et Christophe Cousin
- 2003 : À San Remo de Julien Donada
- 2004 : L'Origine du monde de Erick Malabry
- 2004 : Mateo Falcone de Olivier Volpi
- 2005 : Mon trajet préféré de Deniz Gamze Ergüven
- 2011 : Le Temps d'après de Nicolas Cazalé
- 2011 : Comme tu lui ressembles de Philippe Coroyer
- 2012 : Duo de Sheila O'Connor
- 2012 : Le Train Bleu de Stéphanie Assimacopoulo
- 2012 : Écoute s'il pleut de Clary Demangeon
- 2013 : La Passagère d'Amaury Brumauld

#### À la télévision
- 1984 : Série noire : Un chien écrasé de Daniel Duval
- 1986 : Danger Passion de Philippe Triboit
- 1987 : Série noire : Lorfou de Daniel Duval
- 1988 : Le Clan de Claude Barma
- 1990 : Les Lendemains qui tuent de Daniel Duval
- 1991 : Série noire : Une gare en or massif de Caroline Huppert
- 1994 : Navarro (1 épisode)
- 2000 : Julie Lescaut (1 épisode)
- 2003 : Tout le monde rêve de voler de Dominique Ladoge
- 2004 : Paul Sauvage de Frédéric Tellier
- 2006 : Mafiosa de Louis Choquette
- 2008 - 2009 : Engrenages (série)
- 2010 : Quartier Latin de Michel Andrieu
- 2011 : Hard (saison 2)
- 2013 : Les Déferlantes d'Éléonore Faucher

### Comme réalisateur

#### Au cinéma
- 1974 : Le Voyage d'Amélie
- 1976 : L'Ombre des châteaux
- 1979 : La Dérobade
- 1981 : L'Amour trop fort
- 1983 : Effraction
- 2006 : Le Temps des porte-plumes

#### À la télévision
- 1984 : Série noire : Un chien écrasé
- 1987 : Série noire : Lorfou
- 1990 : Les Lendemains qui tuent
- 1990 : Mais qui arrêtera la pluie

### Comme scénariste

#### Au cinéma
- 1974 : Le Voyage d'Amélie
- 1976 : L'Ombre des châteaux
- 1979 : La Dérobade
- 1981 : L'Amour trop fort
- 1983 : Effraction
- 2006 : Le Temps des porte-plumes

#### À la télévision
- 1984 : Série noire : Un chien écrasé

## Distinction
- Festival international du film de Moscou 1977 : Prix d'argent pour L'Ombre des châteaux.